# はるのとなり
「はるのとなり」は、日本のシンガーソングライター、佐々木恵梨の5thシングルである。2021年1月27日にMAGES.より発売された。

## 概要
表題曲「はるのとなり」はテレビアニメ『ゆるキャン△ SEASON2』のエンディングテーマとして起用された。アニメの第1期では3作目の「ふゆびより」がエンディングテーマに起用されており、「はるのとなり」はそれに続いての起用となった。作詞は佐々木恵梨、作編曲は佐々木恵梨と中村ヒロ。カップリング曲は「Orchis」と「Majstång」。
販売形態はアニメ盤と通常盤の2つの仕様がある。アニメ盤ではDVDの特典映像として「はるのとなり」および「Orchis」のミュージックビデオと、「はるのとなり」のミュージックビデオのメイキング映像が収録されている。また「ふゆびより」と同様にアニメのキャラクターである志摩リン描き下ろしイラストのデカ帯が付随している。
佐々木恵梨によると、表題曲は2年前の2018年9月に共同制作者の中村ヒロとセッションした際に生まれたという。佐々木はその曲を「ゆるキャン△っぽい」と感じ、「ゆるキャン2」という仮のタイトルを付けてスマートフォンに保存しておいた。今回起用されたのはそのときの曲であり、2年越しでの起用を「本当に嬉しい」と語っている。曲のテーマは「キャンプからの帰り道」。佐々木は帰宅する穏やかなシーンを、春の気配が感じられる季節をイメージしながら制作した。それは「はるのとなり」というタイトルにも表れている。
ミュージックビデオはアニメの舞台である山梨県南巨摩郡身延町の富士川クラフトパークで撮影された。シングル発売に先立つ1月22日には、アニメ盤のDVDに収録されたメイキング映像のショートバージョン（別カメラによる撮影）がYouTubeで公開された。
同年3月31日発売の『ゆるキャン△ SEASON2』のオリジナル・サウンドトラックには、「はるのとなり」のテレビサイズ版が収録された。
その後、2021年6月16日に発売されたセカンドアルバム『Colon』に、3曲ともに収録された。

## カップリング曲
カップリング曲のうち「Ocrhis」は佐々木自身の音楽性にこだわった楽曲。GoProのタイムワープ機能を使ってミュージックビデオが制作され、1月14日にYouTubeでプレミア公開された。「Majstång」は北欧の夏至祭がテーマとなっている。

## 収録曲
| 全作詞: 佐々木恵梨。 |                                                               |            |                                |      |
| #                    | タイトル                                                      | 作詞       | 作曲・編曲                     | 時間 |
| 1.                   | 「はるのとなり」(テレビアニメ『ゆるキャン△ SEASON2』EDテーマ) | 佐々木恵梨 | 佐々木恵梨、中村ヒロ           | 3:37 |
| 2.                   | 「Orchis」                                                    | 佐々木恵梨 | 佐々木恵梨、鵜飼大幹、中村ヒロ | 3:56 |
| 3.                   | 「Majstång」                                                  | 佐々木恵梨 | 佐々木恵梨、中村ヒロ           | 5:00 |
| 4.                   | 「はるのとなり」(off vocal)                                   | 佐々木恵梨 |                                | 3:38 |
| 5.                   | 「Orchis」(off vocal)                                         | 佐々木恵梨 |                                | 3:56 |
| 6.                   | 「Majstång」(off vocal)                                       | 佐々木恵梨 |                                | 5:00 |
| 合計時間:            | 合計時間:                                                     | 合計時間:  | 25:07                          |      |

| #  | タイトル                               | 作詞 | 作曲・編曲 |
| -- | -------------------------------------- | ---- | ---------- |
| 1. | 「はるのとなり」(ミュージック・ビデオ) |      |            |
| 2. | 「Orchis」(ミュージック・ビデオ)       |      |            |
| 3. | 「はるのとなり」(メイキング映像)       |      |            |

## 収録アルバム
| 曲名         | アルバム  | 発売日        | 備考               |
| ------------ | --------- | ------------- | ------------------ |
| はるのとなり | 『Colon』 | 2021年6月16日 | スタジオ・アルバム |
| Orchis       | 『Colon』 | 2021年6月16日 | スタジオ・アルバム |
| Majstång     | 『Colon』 | 2021年6月16日 | スタジオ・アルバム |